# Glossamia
A Glossamia a sugarasúszójú halak (Actinopterygii) osztályához a sügéralakúak (Perciformes) rendjéhez, ezen belül a kardinálishal-félék (Apogonidae) családjához tartozó nem.

## Rendszerezés
A nembe az alábbi 11 faj tartozik:
- Glossamia abo (Herre, 1935)
- Glossamia aprion típusfaj (Richardson, 1842)
- Glossamia arguni Hadiaty & Allen, 2011
- Glossamia beauforti (Weber, 1907)
- Glossamia gjellerupi (Weber & de Beaufort, 1929)
- Glossamia heurni (Weber & de Beaufort, 1929)
- Glossamia narindica Roberts, 1978
- Glossamia sandei (Weber, 1907)
- Glossamia timika Allen, Hortle & Renyaan, 2000
- Glossamia trifasciata (Weber, 1913)
- Glossamia wichmanni (Weber, 1907)